# Pilgerina madagascariensis
Pilgerina madagascariensis är en sandelträdsväxtart som beskrevs av Z.S.Rogers, Nickrent & Malecot. Pilgerina madagascariensis ingår i släktet Pilgerina och familjen sandelträdsväxter. Inga underarter finns listade i Catalogue of Life.